# Rahel Straus

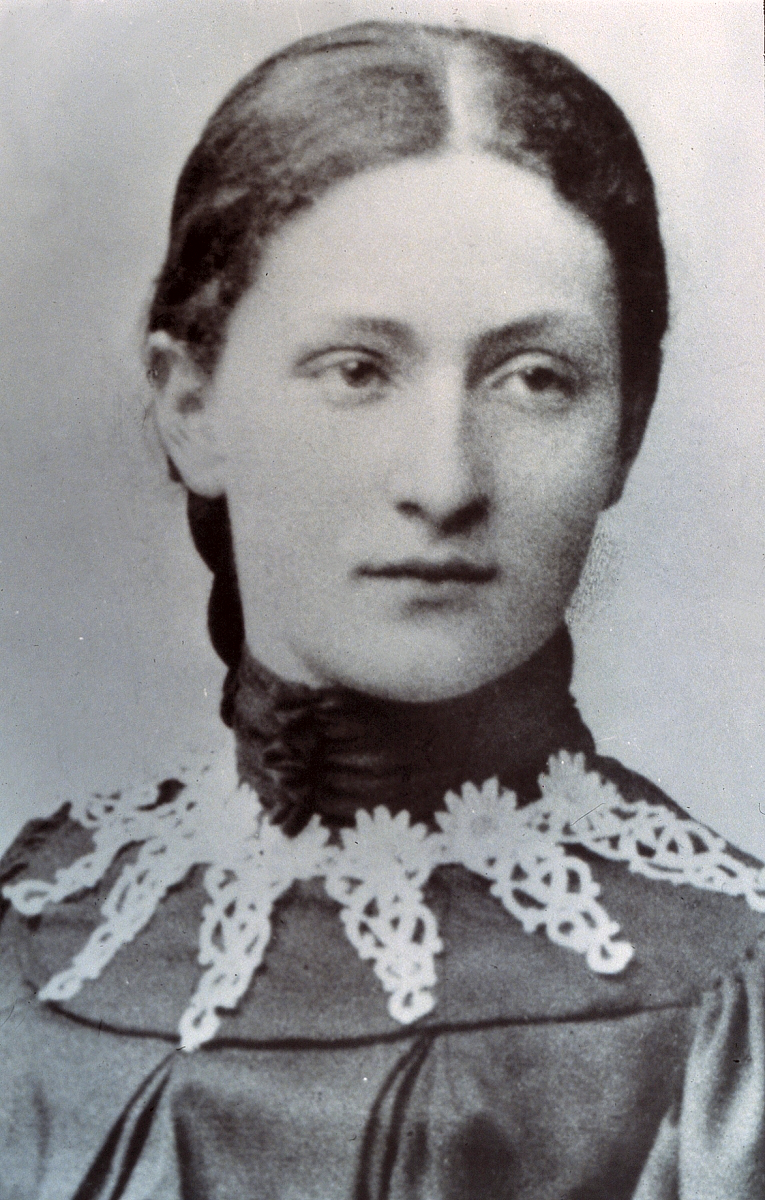
Rahel Goitein als Medizinstudentin um 1905

Rahel Straus (* 21. März 1880 in Karlsruhe; † 15. Mai 1963 in Jerusalem), die als Rahel Goitein geboren wurde, entstammte der weitverzweigten Rabbiner- und Gelehrtenfamilie Goitein. Sie studierte ab Mai 1900 als erste Frau an der Medizinischen Fakultät der Universität Heidelberg. Sie wurde Ärztin und engagierte sich als Sozialarbeiterin, Frauenrechtlerin und Zionistin.

## Leben

### Kindheit
Als viertes Kind des orthodoxen Rabbiners Gabor Goitein und der Volksschullehrerin Ida geb. Löwenfeld wuchs Rahel Goitein in Karlsruhe auf. Ihr Vater starb bereits 1883. Bis 1893 besuchte Rahel die Höhere Mädchenschule, danach das erste deutsche Mädchengymnasium in Karlsruhe (aus dem das heutige Lessing-Gymnasium und das heutige Fichte-Gymnasium hervorgegangen sind), wo sie 1899 zusammen mit Johanna Kappes Abitur machte. Dort hielt sie die erste Abiturrede einer jungen Frau in Deutschland, in der sie unter anderem die Bildungschancen für Frauen thematisierte.

### Studium
Rahels Onkel Raphael Löwenfeld unterstützte sie in ihrem Bildungsweg finanziell. Trotz der ablehnenden Haltung einiger Professoren schrieb sie sich als erste Medizinstudentin an der Universität Heidelberg ein, nachdem sie zuvor Vorlesungen in Altfranzösisch und Englisch als Hörerin besucht hatte. Damit gehörte sie zu den ersten vier Studentinnen, die sich im Sommersemester ordentlich an der Heidelberger Universität immatrikulierten. Ab dem Wintersemester 1901/1902 war sie, zeitweilig auch als Vorsitzende, aktiv in der Vereinigung studierender Frauen in Heidelberg, in Abgrenzung zum Beispiel zur schlagenden jüdischen Studentenverbindung Badenia.
1902 bestand sie das Physikum außer in Botanik, wo sie mit „gut“ abschloss, durchweg mit „sehr gut“, 1905 das Staatsexamen mit Erfolg. 1907 folgte die Promotion zum Dr. med. mit einer Dissertation über das Chorionkarzinom.

### Ärztin in München
1905 heiratete sie den ebenfalls aus Karlsruhe stammenden, promovierten Juristen Elias Straus, genannt „Eli“, Sohn eines Bankiers. Eine gemeinsame Reise 1907 führte sie nach Palästina. Trotz ihrer Ehe brach Rahel Straus, damals sehr ungewöhnlich, ihren beruflichen Weg nicht ab, sondern absolvierte die Medizinalassistenzzeit. 1908 eröffnete sie in München eine gynäkologische Praxis. Damit war sie die erste niedergelassene Ärztin, die an einer deutschen Universität ausgebildet worden war.
In München kamen ihre fünf Kinder zur Welt: Isabella (1909–1999, verh. Emrich, Volkswirtschaftlerin in Israel), Hannah (1912–ca. 2010, verh. Strauss, Lehrerin und Psychologin, zuletzt in Kanada), Samuel Friedrich, gen. Peter (1914–1958, später Landwirt in Israel, US-Beamter), Gabriele (* 1915, verh. Rosenthal, später Kinderpsychologin in Israel) und Ernst Gabor Straus (1922–1983, später Mathematikprofessor in Los Angeles).
Nicht erst seit dem Tod ihres einzigen Bruders Ernst Goitein im Ersten Weltkrieg hinterfragte Rahel Straus die von ihr als blind empfundene Kaisertreue und Loyalität jüdischer Kreise zur deutschen Kriegspolitik und äußerte sich entsprechend vor allem in Vorträgen, was zu ihrer unverbrüchlichen Zuneigung zu Deutschland und der deutschen Kultur nicht im Widerspruch stand.
Als Ärztin kämpfte Rahel Straus aus einer feministischen Perspektive für die Abschaffung des § 218, engagierte sich in sozialen und pädagogischen Fragen und war Vorsitzende des Verbands jüdischer Frauen für Palästinaarbeit sowie Mitglied in der Women’s International Zionist Organisation (WIZO). 1918 beteiligte sie sich in einigen Gremien der Münchner Räterepublik.
1932 übernahm sie auf Bitten Bertha Pappenheims eine führende Rolle im Jüdischen Frauenbund, einer eigentlich antizionistischen Organisation, was als ein Indiz für ihr politisches und diplomatisches Geschick und hohes gesellschaftliches Ansehen gelten mag. Der Frauenbund half unter anderem Müttern mit unehelichen Kindern und Opfern des Frauenhandels.

### Auswanderung nach Israel
1933 starb Ehemann Eli Straus an Krebs und im selben Jahr emigrierte Rahel Straus mit zwei Kindern im Schulalter nach Palästina, wo sie eine entbehrungsreiche Anfangszeit durchmachten. Rahel Straus arbeitete weiter als Ärztin und Sozialarbeiterin und gründete 1952 die israelische Gruppe der Women’s International League for Peace and Freedom, deren Ehrenpräsidentin sie bis zu ihrem Tod 1963 blieb.
Rahel Straus ist auf dem Friedhof Sanhedria in Jerusalem begraben. Ihr Nachlass wird im Archiv des Leo Baeck Instituts in New York aufbewahrt. Eines ihrer sozialen Projekte, die Behindertenförderung AKIM Jerusalem, besteht noch heute und führt dort eine Ausbildungsstätte namens Beth Rahel Straus.

## Würdigung
Die Stadt Karlsruhe benannte eine Rahel-Straus-Straße und München einen Rahel-Straus-Weg nach ihrer ehemaligen Bürgerin. Oldenburg änderte einen Straßennamen, der noch an einen mutmaßlichen Nationalsozialisten erinnerte, 2008 in Rahel-Straus-Straße. Von der Landesarbeitsgemeinschaft des Vereins Gegen Vergessen – Für Demokratie wurde im Oktober 2019 erstmals der Rahel-Straus-Preis für nachhaltige Projekte der Erinnerungskultur in Baden-Württemberg vergeben.
Die Medizinische Fakultät Heidelberg fördert mit dem Rahel Goitein-Straus-Förderprogramm Nachwuchswissenschaftlerinnen, die nach ihrer Promotion eigenständig forschen. Das Förderprogramm soll helfen, die Unterrepräsentation von Frauen bei den Habilitationen zu senken.

## Schriften (Auswahl)
- Rahel Straus: Wir lebten in Deutschland. Erinnerungen einer deutschen Jüdin 1880–1933. DVA, Stuttgart 1961 (2. und 3. Auflage 1962). Auszugsweise in: Andreas Lixl-Purcell (Hrsg.): Erinnerungen deutsch-jüdischer Frauen 1900–1990 Reclam, Leipzig 1992 u.ö. ISBN 3-379-01423-0, S. 49–60 unter dem Titel: Als Ärztin in München 1905–1910.
- Rahel Straus-Goitein: Ein Fall von Chorionepitheliom. Diss. med. München, Heller, München 1907 (33 S.).